# Supercell (banda)
Supercell (estilizado como supercell) es un grupo musical formado por 11 miembros liderados por el compositor y letrista Ryo, formado en 2007 como grupo dōjin. Supercell empezó usando al sintetizador Hatsune Miku para producir la voz de sus canciones, que luego subían a Nico Nico Douga. La popularidad de sus canciones llevó al grupo a sacar un álbum propio: Supercell, en el Comiket 74, en agosto de 2008. Supercell hizo su debut principal con Sony Music Entertainment Japan con el lanzamiento profesional de su álbum Supercell en marzo de 2009, con más canciones que la versión dōjin y un DVD.
Supercell sacó su primer sencillo, "Kimi no Shiranai Monogatari", en agosto de 2009, interpretado por Nagi, una cantante conocida por subir sus versiones de canciones en Nico Nico Douga bajo el nombre de Gazelle. "Kimi no Shiranai Monogatari" fue el primer lanzamiento de Supercell que no usaba a Hatsune Miku para la voz, y se usó como tema de cierre para la serie de anime de 2009 Bakemonogatari. Supercell sacó tres sencillos más en 2010. Uno era un split sencillo con el músico dōjin Kz, de Livetune. Supercell sacó su segundo álbum, Today Is A Beautiful Day, en marzo de 2011.

## Miembros
Supercell está formado por 11 miembros liderados por Ryo, que produce la música y escribe las letras. Los otros 10 miembros realizan ilustraciones, animaciones, diseños y fotografía en los folletos, portadas y videos musicales. Nagi fue la vocalista desde el primer sencillo hasta el segundo álbum, pero no está considerada parte del grupo, sino una invitada.
- Ryo (música, letras)
- Shirow Miwa (ilustraciones)
- Huke (ilustraciones)
- Redjuice (ilustraciones)
- Suga (ilustraciones)
- Maque (ilustraciones y animaciones)
- Yoshiki Usa at Wooserdesign (diseño)
- Hei8ro (Heihachiro) (apoyo en las ilustraciones y fotografía)
- Guitar (apoyo en las ilustraciones)
- Crow (apoyo)
- Golv (apoyo)

Miembros antiguos
- 119 (Hikeshi) (ilustraciones)

## Historia

### 2007–2008: Formación y primeros lanzamientos
El 7 de diciembre de 2007, Ryo presentó la canción "Melt" (メルト Meruto?) a la página de distribución de videos Nico Nico Douga usando el software sintetizador de voz Vocaloid, Hatsune Miku, para la voz. Desde entonces, el video se ha vista unas 5 millones de veces. Ryo usó una ilustración de Miku sin permiso dibujada por un ilustrador llamado 119 (pronunciado Hikeshi). Ryo contactó con 119 para disculparse, y 119 le respondió que estaba muy interesado en "Melt" y empezó a trabajar junto con Ryo, formando Supercell. Más miembros se unieron a Supercell y llegaron a ser 11 miembros cuando el grupo hizo su mayor debut. En un artículo del The Japan Times, Ryo admitió que no tenía ninguna "gran intención" cuando subió "Melt" a Nico Nico Douga y no trataba de conseguir ningún éxito.
Ryo decidió distribuir su música en Nico Nico Douga porque le gustaba la web y su sistema de respuestas. Originalmente, Ryo no pretendía usar a Miku como vocalista, y la mayoría de miembros de Supercell no conocían a Miku hasta después de que "Melt" ganara popularidad. Ryo no conocía a ningún cantante, así que sus amigos le recomendaron usar a Hatsune Miku. Él pensó que sería una buena idea, ya que entonces los vídeos usando a Miku ya eran bastante populares y se estaban distribuyendo en Nico Nico Douga.
En 2008, Supercell continuó sacando canciones, que rápidamente se hacían populares. Los lanzamientos de Supercell de "Koi wa Sensō" (恋は戦争?) el 22 de febrero, "World is Mine" (ワールドイズマイン Wārudo izu Main?) el 31 de mayo y "Black Rock Shooter" (ブラック★ロックシューター Burakku Rokku Shūtā?) el 13 de junio recibieron sobre un millón de visitas. En Nico Nico Douga, "World is Mine" y "Black Rock Shooter" consiguieron el primer puesto en los rankings diarios de "Mi Lista".
Ryo compuso la canción "Kibō no Neiro" (キボウノネイロ?), lanzada en edición limitada como image song CD, con el quinto volumen de la serie de novelas ligeras de Shū Shirase Oto × Maho, el 15 de julio de 2008; el CD se vendió solo en las tiendas Animate y Comic Toranoana. El CD vendido en Animate tenía la canción cantada por Hatsune Miku, mientras que la versión de Toranoana estaba interpretada por la cantante humana "Sari".
En el Comiket 74, en agosto de 2008, Supercell lanzó su álbum independiente llamado como la banda, Supercell. El álbum contenía sus canciones más populares, además de varias canciones nuevas. El 12 de diciembre, Supercell sacó "Hajimete no Koi ga Owaru Toki" (初めての恋が終わる時?) en Nico Nico Douga, el cual mantuvo la primera posición en los rankings durante tres días seguidos y ha recibido un millón de visitas; esta fue la última canción que Supercell posteó en Nico Nico Douga.

### 2009–2011: Debut profesional y vocalista Nagi
Supercell hizo su principal debut con Sony Music Entertainment Japan, con el lanzamiento profesional de Supercell el 4 de marzo de 2009. El álbum contenía un libreto con ilustraciones, dos canciones nuevas y un DVD con vídeos musicales de cuatro canciones. El álbum obtuvo la cuarta posición en las listas semanales de Oricon, y en junio de 2009 ganó el Gold Disc por la Recording Industry Association of Japan, tras haber superado las 100.000 copias vendidas en un solo año. Supercell sacó su primer sencillo, "Kimi no Shiranai Monogatari" (君の知らない物語?) el 12 de agosto de 2009, el cual alcanzó la quinta posición en Oricon. La canción "Kimi no Shiranai Monogatari" se usó como tema de cierre para la serie de anime Bakemonogatari, y dos de las canciones del sencillo se incluyeron en la película animada Cencoroll. El sencillo marcó la primera vez que Suprecell no usó a Hatsune Miku como vocalista, sino a la cantante Nagi. Supercell fue elegida como una de las mejores cinco nuevas bandas japonesas de 2009 durante los premios Japan Gold Disc Award 2010.
El segundo sencillo, "Sayonara Memories" (さよならメモリーズ?), salió el 10 de febrero de 2010. El tercer sencillo, "Utakata Hanabi/Hoshi ga Matataku Konna Yoru ni" (うたかた花火/星が瞬くこんな夜に?), salió el 25 de agosto de 2010. "Utakata Hanabi" se usó como decimocuarto tema de cierre del anime Naruto: Shippuden y "Hoshi ga Matataku Konna Yoru ni" se usó como tema de cierre de la novela visual de Type-Moon Mahōtsukai no Yoru.
Supercell sacó un sencillo split en colaboración con Kz, de la banda dōjin Livetune llamado "Kotchi Muite Baby/Yellow" (こっち向いて Baby/Yellow?), el cual es el tema principal del videojuego Hatsune Miku: Project Diva 2nd. El sencillo salió el 14 de julio de 2010, producido por Sony Music Direct, y es el primer lanzamiento de Supercell en usar a Miku desde su primer álbum. Supercell compuso la canción "Hero" (ヒーロー?), como tema de la revista de manga de Shueisha Aoharu, una edición especial de Young Jump. La revista lanzó su primera edición el 30 de noviembre de 2010.
Una OVA de cincuenta minutos llamada Black Rock Shooter salió el 24 de julio de 2010, basada en la canción "Black Rock Shooter" y su video musical con ilustraciones realizadas por Huke. Previamente, se había lanzado una "Edición Piloto" del anime en DVD y BD el 30 de septiembre de 2009. Ryo y Huke colaboraron en el proyecto con la supervisión de Yutaka Yamamoto y su estudio de animación Ordet; Shinobu Yoshioka dirigió el proyecto.
A finales de 2010, una empresa de Shibuya, Tokio, "INCS toenter", estableció su principal discográfica, "TamStar Records", para músicos y artistas que hicieron su debut en línea como artistas dōjin. Supercell fue uno de los primeros grupos en unirse, incluyendo otros tales como Livetune, Gom, Rapbit y Nagi Yanagi. Supercell colaboró en un álbum recopilatorio llamado TamStar Records Collection Vol. 0, el cual salió en edición limitada en el Comiket 79, en diciembre de 2010. En el álbum se encuentra la canción de Supercelll "Kibō no Neiro", cantada por Hatsune Miku y "Ashita e" (アシタヘ?), cantada por Rapbit y Clear. TamStar Records sacó un álbum de remixes del primer álbum de Supercell como homenaje a la banda Stowaways en el Comiket 79. Supercell sacó su segundo álbum, Today Is A Beautiful Day el 16 de marzo de 2011.

### 2011–presente: Vocalistas Koeda y Chelly
Supercell hizo audiciones desde el 25 de mayo al 19 de junio de 2011 para un vocalista invitado para el tercer álbum de la banda. El criterio principal para el vocalista era su voz. A Supercell no le importaba el género o la edad del cantante. De los 2.000 candidatos, Supercell eligió a dos chicas: una de 15 años llamada Koeda y otra de 17 años llamada Chelly. Supercell colaboró con el músico dōjin Dixie Flatline para producir el split sencillo "Sekiraun Graffiti (積乱雲グラフィティ?) / Fallin' Fallin' Fallin'", lanzado el 31 de agosto de 2011 por Sony Music Direct; el sencillo usa la voz de Hatsune Miku. Ryo compuso "Sekiraun Graffiti", mientras que Dixie Flatline compuso "Fallin' Fallin' Fallin'". "Sekiraun Graffiti" se usó como tema de apertura de Hatsune Miku: Project Diva Extend.
Supercell es el encargado de los temas musicales de la serie anime Guilty Crown. El cuarto sencillo de la banda My Dearest es cantado por Koeda y se lanzó el 23 de noviembre de 2011; la canción fue usada como primer tema de apertura del anime. Chelly canta bajo el nombre de la banda EGOIST (Banda ficticia de Guilty Crown), y su primer sencillo es Departures ~Anata ni Okuru Ai no Uta~ (Departures ～あなたにおくるアイの歌～) lanzado el 30 de noviembre de 2011; la canción fue usada como primer tema de cierre del anime. El segundo sencillo de Chelly es The Everlasting Guilty Crown lanzado el 7 de marzo de 2012; la canción fue usada como segundo tema de apertura del anime. El quinto sencillo de Supercell, también lanzado el 7 de marzo de 2012, es Kokuhaku / Bokura no Ashiato (告白 / 僕らのあしあと). Kokuhaku fue utilizado como segundo tema de cierre de la serie anime Guilty Crown, y Bokura no Ashiato fue utilizado como tema de cierre de la serie anime del 2012 Black Rock Shooter.
Ryo escribió la canción Light My Fire cantada por Kotoko, que fue utilizada como primer tema de apertura del anime Shakugan no Shana Final. Ryo también escribió la canción Naisho no Hanashi (ナイショの話) cantada por ClariS, fue utilizada como tema de cierre de la serie anime del 2012 Nisemonogatari. Ryo colaboró con el músico dōjin Jin para producir el sencillo ODDS&ENDS / Sky of Beginning lanzado el 29 de agosto de 2012 por Sony Music Direct. Ryo compuso ODDS&ENDS y Jin compuso Sky of Beginning, ambas canciones fueron cantadas por Hatsune Miku; ODDS&ENDS es el tema de apertura de Hatsune Miku: Project Diva F. Chelly lanzó su álbum Extra terrestrial Biological Entities el 19 de septiembre de 2012.
La canción Love Me Gimi (ラブミーギミー), usada como el tema de cierre de Wooser's Hand-to-Mouth Life, fue escrita por Ryo y cantada por Tia. Chelly lanza su tercer sencillo Namae no Nai Kaibutsu (名前のない怪物) el 5 de diciembre de 2012; la canción fue usada como primer tema de cierre de la serie anime del 2012 Psycho-Pass. El sexto sencillo de Supercell Giniro Hikousen (銀色飛行船) fue lanzado el 19 de diciembre de 2012; la canción es usada como tema de apertura de la película Nerawareta Gakuen. El cuarto sencillo de Chelly All Alone With You fue lanzado el 6 de marzo de 2013; la canción fue usada como segundo tema de cierre del anime Psycho-Pass. El séptimo sencillo de Supercell The Bravery fue lanzado el 13 de marzo de 2013; la canción se utiliza como segundo tema de cierre del anime Magi: The Labyrinth of Magic!. El octavo sencillo de Supercell Hakushu Kassai Utaawase (拍手喝采歌合) fue lanzado el 12 de junio de 2013; la canción se utiliza como tema de apertura de la retransmisión de la serie anime del 2010 Katanagatari.

## Discografía

### Álbumes
| Año  | Detalles | Posición en el Oricon | Certificaciones (Anexo:Certificación de ventas discográficas) |
| ---- | --- | --------------------- | ------------------------------------------------------------- |
| 2009 | supercell - Lanzamiento: 4 de marzo de 2009 - Sello: Sony Music (MHCL-1493—1495 (CD+DVD+colección de imágenes), MHCL-1496—1497 (CD+DVD)) - Format: CD+DVD+colección de imágenes, CD+DVD | 4                     | JP: Oro                                                       |
| 2011 | Today Is A Beautiful Day - Lanzamiento: 16 de marzo de 2011 - Sello: SMEJ (SRCL-7486—7487 (CD+DVD), SRCL-7488 (CD)) - Formato: CD, CD+DVD                                               | 3                     | JP: Oro                                                       |

### Sencillos
| Lanzamiento             | Canción                                            | Posición en el Oricon | Certificación | Álbum                    |
| ----------------------- | -------------------------------------------------- | --------------------- | ------------- | ------------------------ |
| 12 de agosto de 2009    | "Kimi no Shiranai Monogatari"                      | 5                     | JP: Gold      | Today Is A Beautiful Day |
| 10 de febrero de 2010   | "Sayonara Memories"                                | 7                     |               | Today Is A Beautiful Day |
| 25 de agosto de 2010    | "Utakata Hanabi / Hoshi ga Matataku Konna Yoru ni" | 9                     |               | Today Is A Beautiful Day |
| 23 de noviembre de 2011 | "My Dearest"                                       | 10                    |               |                          |
| 7 de marzo de 2012      | "Kokuhaku / Bokura no Ashiato"                     | 8                     |               |                          |
| 19 de diciembre de 2012 | "Giniro Hikōsen"                                   | 11                    |               |                          |
| 13 de marzo de 2013     | "The Bravery"                                      | 11                    |               |                          |
| 12 de junio de 2013     | "Hakushu Kassai Utaawase"                          | [ 39 ]                |               |                          |

Dōjin
| Lanzamiento             | Título                        |
| ----------------------- | ----------------------------- |
| 16 de agosto de 2008    | Melt                          |
| 29 de diciembre de 2008 | Hajimete No Koi Ga Owaru Toki |

### Recopilaciones
| Año  | Canción                                                    | Álbum                                                 | Notas                                                                                   | Ref.   |
| ---- | ---------------------------------------------------------- | ----------------------------------------------------- | --------------------------------------------------------------------------------------- | ------ |
| 2009 | "Black Rock Shooter"                                       | Nico Nico Douga Selection: Sainō no Mudazukai         | Un álbum de recopilaciones de canciones populares en Nico Nico Douga.                   | [ 40 ] |
| 2009 | "Melt" "World is Mine"                                     | Hatsune Miku Best: Memories                           | Dos álbumes de grandes éxitos conmemorando el segundo aniversario de Hatsune Miku.      | [ 41 ] |
| 2009 | "Black Rock Shooter" "Koi wa Sensō"                        | Hatsune Miku Best: Impacts                            | Dos álbumes de grandes éxitos conmemorando el segundo aniversario de Hatsune Miku.      | [ 42 ] |
| 2010 | "Black Rock Shooter" "World is Mine"                       | Hatsune Miku DVD: Memories                            | Una colección de vídeos musicales de Hatsune Miku.                                      | [ 43 ] |
| 2010 | "Koi wa Sensō"                                             | Hatsune Miku DVD: Impacts                             | Una colección de vídeos musicales de Hatsune Miku.                                      | [ 44 ] |
| 2010 | "Hajimete no Koi ga Owaru Toki" "Kotchi Muite Baby" "Melt" | Hatsune Miku: Project Diva 2nd Nonstop Mix Collection | Un álbum de recopilaciones con canciones cantadadas por Hatsune Miku.                   | [ 45 ] |
| 2010 | "Ashita e" "Kibō no Neiro"                                 | TamStar Records Collection Vol. 0                     | Álbum recopilatorio lanzado en el C79.                                                  |        |
| 2011 | "World is Mine" "Kotchi Muite Baby" "Melt"                 | VOCALOID BEST from Nico Nico Douga (Aka)              | Dos álbumes de recopilaciones de canciones cantadas por Hatsune Miku y otros vocaloids. | [ 46 ] |
| 2011 | "Black Rock Shooter"                                       | VOCALOID BEST from Nico Nico Douga (Ao)               | Dos álbumes de recopilaciones de canciones cantadas por Hatsune Miku y otros vocaloids. | [ 46 ] |

### Videos musicales
| Year | Canción                       | Director(es)             |
| ---- | ----------------------------- | ------------------------ |
| 2009 | "Kimi no Shiranai Monogatari" | Hirohisa Sasaki          |
| 2010 | "Sayonara Memories"           | Takahiro Miki Taiki Ueda |
| 2010 | "Kotchi Muite Baby"           | Takuya Imamura           |
| 2010 | "Utakata Hanabi"              | Kazuto Nakazawa          |
| 2011 | "Perfect Day"                 | Ryōsuke Nakamura         |
| 2011 | "Sekiranun Graffiti"          | Yûichi Takahashi         |
| 2011 | "My Dearest"                  | Ryūji Seki               |
| 2012 | "Kokuhaku"                    | Ryūji Seki               |
| 2012 | "Bokura no Ashiato"           | Ryūji Seki               |
| 2012 | "ODDS&ENDS"                   |                          |
| 2012 | "Giniro Hikōsen"              |                          |
| 2013 | "The Bravery"                 |                          |
| 2013 | "Hakushu Kassai Utaawase"     |                          |

## EGOIST
Egoist (estilizado como EGOIST) es un grupo ficticio que aparece en la serie de anime, Guilty Crown, cuya cantante se llama Yuzuriha Inori. Es un proyecto del escritor Ryo y su vocalista es Chelly. Después de su aparición en el anime Guilty Crown, Ryo siguió lanzando canciones con Chelly hasta la actualidad.

## Otros

### Supercell
- Tema de cierre del anime Bakemonogatari. (2009)
- Decimocuarto tema de cierre del anime Naruto Shippuden. (2010)
- Tema de cierre de la novela visual Mahōtsukai no Yoru. (2010)
- Banda sonora y composición del tema de cierre de la OVA Black Rock Shooter. (2011)
- Banda sonora del anime Guilty Crown. (2011)
- Tema de apertura de la película anime Nerawareta Gakuen. (2012)
- Segundo tema de cierre del anime Magi: The Labyrinth of Magic!. (2013)
- Tema de apertura de la retransmisión del anime Katanagatari. (2013)

- El proyecto HAL × supercell para un comercial de TV, escribiendo la canción Yeah Oh Ahhh Oh ! lanzada en iTunes el 1 de mayo de 2013.[54]

- Tema de cierre del anime Noragami (2014)

### EGOIST
- Primer tema de cierre y segundo tema de apertura del anime Guilty Crown. Tema de cierre del OVA Guilty Crown: Lost Christmas (2011-2012)
- Banda sonora del ending del anime Psycho-Pass (2012-2013)
- Banda sonora del opening del anime Koutetsujou no Kabaneri
- Banda sonora del opening del anime Fate/Apocrypha